# Nervus occipitalis tertius

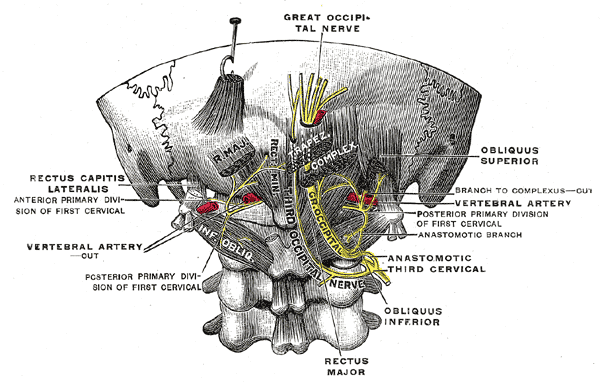
Aufzweigungen der ersten drei Halsnerven

Der Nervus occipitalis tertius (lat.: dritter Hinterhauptnerv) ist ein sensibler peripherer Nerv des Halses. Er entspringt aus dem hinteren (dorsalen) Ast des dritten Spinalnervs (C3). Sein Versorgungsgebiet ist recht klein und schließt sich nahe der Medianebene nach kaudal (steißwärts) an das des Nervus occipitalis major an. Mit dem Nervus occipitalis major geht der Nervus occipitalis tertius außerdem Faserverbindungen ein.
Der Nervus occipitalis tertius kann an einer Okzipital-Neuralgie beteiligt sein.